# Otjimbingwe
Otjimbingwe, también conocido como  Otjimbingue, es un asentamiento en la región de Erongo, en el centro de Namibia. Tiene aproximadamente 8000 habitantes.

## Historia
La zona ya era un asentamiento temporal de algún Herero a principios del siglo XVIII. Su jefe Tjiponda acuñó el nombre Otjizingue (Otjiherero: «lugar refrescante, en referencia al manantial natural» del que surgió el nombre del asentamiento.
La Sociedad de Misiones Renana utilizó Otjimbingwe como ubicación central de su misión en Namibia en 1849. Johannes Rath y su familia se establecieron en la zona el 11 de julio de ese año, y el asentamiento fue declarado oficial en 1864.
En 1854 se encontró cobre en las cercanas tierras altas de Khomas y la Walwich Bay Mining Company estableció sus oficinas en la ciudad. Mineros y comerciantes acudieron en masa al asentamiento, y el investigador y empresario Karl Johan Andersson compró todo el asentamiento en 1860. Lo vendió cinco años más tarde a la Sociedad Misionera Renana.  Sin embargo, el suministro se había agotado para entonces, y las operaciones mineras cedieron.
El asentamiento fue atacado y saqueado varias veces en su historia temprana. En 1863 tuvo lugar la Batalla de Otjimbinge, una de las mayores batallas de la Guerra de Herero-Nama. Andersson y los Herero lucharon contra el pueblo Oorlam bajo el mando de Christian Afrikaner.
El misionero renano Carl Hugo Hahn fundó el Augustineum, un seminario y escuela de formación de profesores en 1866. Permaneció en Otjimbingwe hasta 1890 y luego se trasladó a Okahandja. Hahn también fundó la primera escuela del  suroeste de África en Otjimbingwe en 1876.
Bajo el control del Comisionado Dr.Heinrich Ernst Göring, el lugar se convirtió en la sede de la administración colonial, la capital de facto, a finales de 1880. El 16 de julio de 1888 se abrió en la ciudad la primera oficina de correos del  África sudoccidental alemana. Sin embargo, el control se trasladó gradualmente a Windhoek, y la administración civil se trasladó allí en 1892. La línea de ferrocarril desde Windhoek y Swakopmund se completó a principios del siglo XX, pasando por encima de Otjimbingwe, y la ciudad disminuyó mucho de tamaño a partir de entonces.

## Gente
Otjimbingwe es un centro de tradición y cultura Herero. En el siglo XIX fue la sede de la casa real de Zeraua y acogió varias reuniones importantes de la comunidad OvaHerero. El 15 de junio de 1863, tras la guerra entre Herero-Nama, la mayoría de las comunidades Herero enviaron representantes para unificar a los Herero para la guerra, mientras que el rey Zeraua envió una delegación al puerto de Walvis Bay para adquirir armas. En 1867 los Herero acordaron establecer la posición de un jefe supremo, que se ha mantenido desde entonces.

## Edificios históricos

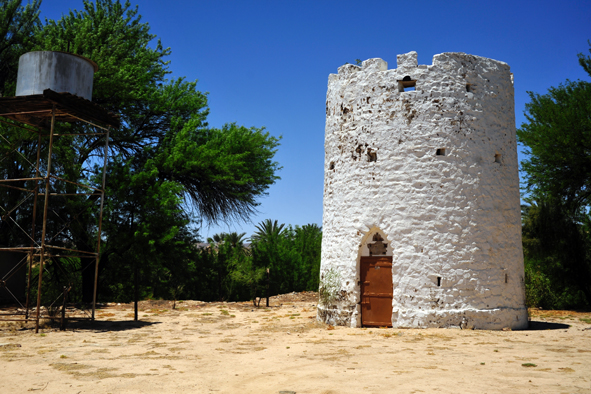
Torre de la Pólvora en Otjimbingwe, construida por los habitantes en 1870 como una torre fortificada

La iglesia renana en el centro del asentamiento es una de las principales atracciones del asentamiento. Construida en 1867 y proclamada Monumento Nacional en 1974. Es la iglesia más antigua de Namibia. Otro monumento nacional proclamado es el Pulverturm (torre de armería) erigido en 1870.

## Educación
La Escuela Secundaria Superior de Da-Palm, está situada en el asentamiento a orillas del río Swakop.